# Bucklandiella nivalis
Bucklandiella nivalis là một loài Rêu trong họ Grimmiaceae. Loài này được Kockinger, Bednarek-Ochyra & Ochyra mô tả khoa học đầu tiên năm 2007.